# Trichoscarta olivacea
Trichoscarta olivacea is een halfvleugelig insect uit de familie schuimcicaden (Cercopidae). De wetenschappelijke naam van deze soort is voor het eerst geldig gepubliceerd in 1888 door Lethierry.